# Иллертиссен
Иллерти́ссен (нем. Illertissen) — город в Германии, в земле Бавария.
Подчинён административному округу Швабия. Входит в состав района Ной-Ульм. Население составляет 16 425 человек (на 31 декабря 2010 года). Занимает площадь 36,45 км². Официальный код — 09 7 75 129.
Город разделён на 4 городских района.

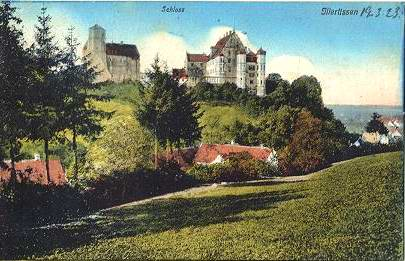
Иллертиссен